# José Ignacio Sánchez Galán
José Ignacio Sánchez Galán (Salamanca, 30 de setembre de 1950), més conegut com Ignacio Galán, és un empresari i executiu espanyol. Des del 2006, és president executiu del Grup Iberdrola, una companyia energètica multinacional amb filials que inclouen ScottishPower, al Regne Unit; Avangrid, als Estats Units; Neoenergia, al Brasil; Iberdrola Austràlia i Iberdrola Mèxic, que també presideix. El 2019 va ser seleccionat per la Harvard Business Review com un dels cinc CEO més importants del món. i el 2023 va ser nomenat com un dels líders mundials més innovadors en la lluita contra el canvi climàtic.

## Biografia i estudis
Galán va néixer el 1950 a Salamanca, Espanya. De jove es va traslladar a Madrid per estudiar enginyeria industrial a l’Escola Tècnica Superior d’Enginyers (ICAI), adscrita a la Universitat Pontifícia de Comillas.
Galán també és llicenciat en Administració i Direcció d’Empreses per l'ICADE Business School i en Administració i Direcció d’Empreses i Comerç Exterior per l’EOI Business School , anys durant els quals va ser col·legial del CMU Loyola de Madrid. Parla anglès, francès, italià i portuguès, és casat i té quatre fills.

### Carrera professional
La carrera de Galán es va iniciar el 1972 a la Sociedad Española del Acumulador Tudor, on va ocupar diversos llocs executius i va liderar l’expansió internacional de la companyia.

A començament de la dècada del 1990, Galán va agafar la direcció d’Industria de Turbopropulsores (ITP) des dels inicis. Entre el 1993 i el 1995 va ser president d’Eurojet, un consorci europeu que va desenvolupar i fabricar els motors Eurojet 200 instal·lats a l’Eurofighter. Després va exercir de director executiu d’Airtel Móvil.

### Trajectòria a Iberdrola
El 2001 va ser nomenat vicepresident executiu i conseller delegat d’Iberdrola, amb Íñigo de Oriol i Ybarra com a president. El 2006 va ser designat president executiu d’Iberdrola.

### Altres distincions
És professor visitant de la Universitat de Strathclyde de Glasgow i ha estat professor de l’Escola d’Enginyers Industrials de l'ICAI. El 2012 va ser nomenat president del Consell Social de la Universitat de Salamanca. També és membre del Consell Assessor Presidencial del Massachusetts Institute of Technology (MIT) i patró de la Fundació Universitària Comillas-ICAI.
Ignacio Sánchez Galán ha presidit el grup d’elèctriques del Fòrum Econòmic Mundial (Davos) del qual forma part i és membre de l'European Round Table of Industrialists i del grup que aglutina les principals companyies elèctriques d’Europa.

## Altres activitats
Juntes corporatives
- JPMorgan Chase, membre del Consell Internacional (des del 2018)[13]

Organitzacions sense fins de lucre
- Fòrum Econòmic Mundial (FEM), president del clúster d’electricitat.
- Reial Institut Elcano d’Estudis Internacionals i Estratègics, membre del patronat.
- Taula Rodona Europea d’Industrials (ERT), membre de la junta i del comitè directiu.
- Coalició d’Hidrogen Renovable (RHC), president.

## Premis i reconeixements
Galán ha rebut nombrosos premis i reconeixements al llarg de la seva carrera. El 2011 va rebre un doctorat honoris causa de la Universitat d’Edimburg i de la Universitat de Salamanca per la seva “capacitat demostrada per a generar canvis i innovar i la seva visió de futur”, mentre que el 2013 va rebre un doctorat honoris causa en ciències de la Universitat de Strathclyde, a Glasgow. També és membre de GlobalScot, una xarxa internacional del govern escocès dels líders empresarials que estan més profundament compromesos amb el desenvolupament econòmic d’Escòcia.
Al llarg de la seva carrera ha rebut nombrosos reconeixements, com ara els següents: un dels cent CEO (director executiu) inclosos al Brand Finance Brand Guardianship Index 2021; seleccionat entre els cinc millors CEO del món al rànquing de la Harvard Business Review; reconegut com un dels deu CEO més influents en la lluita contra el canvi climàtic, segons Bloomberg; millor CEO dins de la categoria de serveis públics (per onzena vegada) segons l’Institutional Investor Research Group 201, i millor CEO d’utilities europees i cotitzades espanyoles en relació amb inversors, segons Thomson Extel Survey 2011.
Durant tres anys consecutius, la revista IR Magazine (2003-2005) el va nomenar “Millor director executiu en relacions amb inversors”.El premi es basa en les opinions recollides d’analistes borsaris i gestores de fons d’inversió. També va ser nomenat “Millor CEO de l’any” el 2006 als Platts Global Energy Awards.
L’any 2008 va ser nomenat “Business Leader of the Year”, per la Cambra de Comerç Espanya-Estats Units, i aquell any també va rebre el Premi Internacional d’Economia de la Fundació Cristóbal Gabarrón; a més, és cònsol de Bilbao per la Cambra de Comerç de Bilbao i ha obtingut la medalla d’or de la ciutat de Salamanca el 2013 i la medalla d’or de la província de Salamanca el 2009.
El 2011 se li atorga la distinció Lagun Onari, concedida pel Govern basc a personalitats no basques com a reconeixement a la seva contribució al desenvolupament d’Euskadi.
L’any 2014 va obtenir el premi Capitalisme Responsable que atorga el Grup First. Aquell any, la reina Isabel II del Regne Unit el va distingir amb la condecoració honorífica de Comanador del Molt Excel·lent Orde de l’Imperi Britànic.
El desembre de 2016, Ignacio Galán va rebre la medalla d’honor de la Reial Acadèmia Nacional de Medicina (RANM)de mans de Joaquín Poch, el seu president, que va elogiar els esforços d’Iberdola en benefici del desenvolupament tecnològic i la recerca, així com la seva contribució al foment de l’ocupació al nostre país.
El 2019 va rebre el Premi Nacional d’Innovació i Disseny 2019, en la modalitat de Trajectòria Innovadora, que atorga el Ministeri de Ciència, Innovació i Universitats; el premi León d’El Español a la Millor gestió empresarial 2019, i va ser seleccionat entre els cinc millors CEO del món en el rànquing 2019 de la Harvard Business Review i reconegut com un dels deu CEO més influents del món en la lluita contra el canvi climàtic, segons Bloomberg.
El 2020 va obtenir el premi Alfonso de Sales a la Personalitat Econòmica de l’Any, que atorga el periòdic elEconomista; el premi al Lideratge Directiu per l’Associació Espanyola per a la Qualitat (AEC); el premi d’honor dels VII Premis al Millor Directiu de Castella i Lleó, organitzats per Castilla y León Económica; el premi Forinvest 2020 a la trajectòria professional, i el Premi Nacional d’Innovació i Disseny a la Trajectòria Innovadora, que concedeix el Ministeri de Ciència, Innovació i Universitats.
El 2023 rep la medalla d’honor que atorga la World Jurist Association i el premi al Lideratge en ESG (factors ambientals, socials i de govern corporatiu) per part de la Foreign Policy Association a Nova York. i també va ser nomenat por el periódic americá Time com un dels líders mundials més innovadores en la lluita contra el canvi climatic.
El 2024 fou investit doctor honoris causa per la Universitat Pontifícia de Comillas.
Al juny de 2025, Ignacio Galán va rebre el premi  Business Person of the Year atorgat per la UPF – Barcelona School of Management, en reconeixement a la seva trajectòria empresarial i al seu lideratge en el procés de transformación energètica.